# Johanna Nordblad
Johanna Nordblad (ur. 1975 w Pori) – fińska projektantka i freediverka, zawodowo uprawiająca nurkowanie pod lodem.

## Kariera zawodowa
Zanim zaczęła nurkować pod lodem Nordblad rozpoczęła karierę we freedivingu w 2000 roku i od tego czasu bierze udział w Mistrzostwach Świata z najlepszymi freediverami na świecie. W 2004 roku pobiła rekord kobiet we freedivingu z płetwami (dynamiczny), pływając 158 metrów w czasie 6 min 39 s. Nordblad była także kapitanem i trenerką fińskiej drużyny narodowej we freedivingu, przygotowując ją do Mistrzostw Świata 2014 we Włoszech. Jej obecny rekord we freedivingu dynamicznym to 192 m, uzyskany podczas Mistrzostw Świata 2013 w Belgradzie w Serbii. 
Johanna Nordblad osiągała także sukcesy w statycznym wstrzymaniu oddechu. Jej najlepszy indywidualny wynik w tej konkurencji wynosi 6 minut i 35 sekund. Został zdobyty na Mistrzostwach Świata 2015 w Turku w Finlandii.
Nordblad miała wypadek na rowerze w 2010 roku, w którym złamała nogę. Leczenie zimną wodą (lodoterapia) rozpoczęła w 2013 roku z polecenia lekarza. Zaczęła uprawiać freediving pod lodami Arktyki w 2000 roku. W 2015 roku 14 marca 2015 roku pobiła Rekord Guinnessa wśród kobiet, nurkując na głębokość 50 metrów pod lodem w zimnej wodzie jeziora Päijänne o temperaturze 2 °C, mając na sobie jedynie kostium kąpielowy i maskę. 18 marca 2021 r. Nordblad ustanowiła nowy rekord pływania pod lodem, nurkując 103 metry w jeziorze Ollori pod lodem o grubości 60 cm bez płetw i pianki, co zostało certyfikowane przez CMAS. Jej podróż poprzedzająca próbę bicia rekordu świata, którą przerwała pandemia Covid-19, udokumentowano w filmie Netflix „Wstrzymaj Oddech: Nurkowanie pod Lodem”.
Nordblad ma za sobą pracę w marketingu. Pracowała na pełny etat w mediach cyfrowych, firmie poligraficznej i projektowaniu graficznym. Johanna Nordblad i jej siostra Elina Manninen, zawodowa fotografka, są właścicielkami firmy Greenwater Production. Siostry wyprodukowały różnorodne książki obrazkowe związane ze stylem życia, przygodami i sportem („I’m OK – Freediving”, „Paris – Street”, „Underwater Picture Book”, „Freediving Serbia” i „Helsinki Finland”), a także, a także filmy krótkometrażowe przedstawiające podwodne doświadczenia Johanny. Od 2017 roku Nordblad jest dyrektorką artystyczną i kreatywną firmy.
Oprócz filmów dokumentalnych Greenwater Production, nurkowe przygody Nordblad pojawiają się także w filmie krótkometrażowym Nowness, który powstał na skutek koprodukcji Nordblad i Green Water Production, w reżyserii Iana Derry’ego. National Geographic udostępniło film na swojej stronie na Facebooku w 2015 roku i od tego czasu stał się viralem.